# Aimone di Briançon
Aimone di Briançon, noto anche come Aimone II di Tarantasia (... – 21 febbraio 1211), è stato un nobile, monaco certosino e arcivescovo cattolico borgognone.

## Famiglia
Aimone era originario della Tarantasia, figlio maggiore di Aimerico II, signore di Briançon e visconte di Tarantasia. Suo fratello minore, Aimerico III, successe al padre nei suoi titoli nobiliari. Nel 1173 fu tra i testimoni del fidanzamento di Alice, figlia del conte Umberto III di Savoia, con Giovanni, figlio del re Enrico II d'Inghilterra. Poco dopo entrò nella Grande Chartreuse e divenne monaco certosino.

## Nomina a principe arcivescovo
Aimone fu scelto per succedere all'arcivescovo Pietro II di Tarantasia dopo la morte di quest'ultimo, avvenuta il 14 settembre 1174. Le date della sua elezione e consacrazione sono incerte, ma entrambe furono antecedenti al 20 marzo 1176, quando ricevette una bolla papale da Alessandro III che confermava i diritti e i possedimenti della sua diocesi. Ricevette il bastone e l'anello dal papa, come stabilito dal concordato di Worms. Partecipò al Concilio Lateranense III nel marzo 1179. Il 4 gennaio 1184, papa Lucio III, su richiesta di Aimone, rinnovò la bolla inviata al suo predecessore nel 1172.
Nel primo decennio del suo episcopato, Aimone sostenne i papi contro l'imperatore, ma nel 1186 si riavvicinò a quest'ultimo. Il 6 maggio 1186 l'imperatore Federico Barbarossa a Pavia emanò una bolla d'oro con la quale investiva Aimone della contea di Tarantasia specificando i territori sotto la sua giurisdizione secolare. Ciò elevò Aimone a principe arcivescovo, rendendolo vassallo immediato dell'imperatore e non più suddito del conte di Savoia. Come stabilito dal concordato di Worms, ricevette uno scettro dall'imperatore.

## Terza Crociata
Aimone guidò un contingente borgognone nella terza crociata nel 1189. Tuttavia, non partì con l'imperatore, ma lo raggiunse presso Braničevo all'inizio di luglio. Durante la suddivisione dell'esercito in quattro, l'autorità di Aimone era seconda solo a quella dell'imperatore. Era il più alto in grado dei cinque vescovi incaricati di reggere la città di Filippopoli dopo che i crociati l'avevano occupata. L'autore della Storia della spedizione dell'imperatore Federico incluse una breve digressione sulla determinazione di Aimone e del vescovo Pietro di Toul, entrambi originari della parte occidentale dell'impero:
Inoltre, credo di non dover omettere una menzione della determinazione dell'arcivescovo di Tarantasia, del vescovo di Toul e dei loro compagni, poiché essi, accompagnati da un gran numero di cavalieri della Borgogna e della Lotaringia, con i quali vennero dietro qualche tempo dopo all'esercito di Cristo, furono turbati da varie false voci secondo le quali i nostri uomini erano stati duramente colpiti dagli attacchi degli ungheresi e ora pativano la fame e altre gravi angustie. Allora quasi tutti i compagni dell'arcivescovo di Tarantasia fuggirono terrorizzati verso il mare da cui erano venuti. Tuttavia l'arcivescovo continuò imperterrito verso l'esercito, come fece il vescovo di Toul, e dopo quasi sei settimane di rapido e costante viaggio entrambi videro con i propri occhi che ciò che era stato loro detto era falso.
Aimone e i vescovi ressero Filippopoli dal 5 novembre al 7 dicembre 1189. Le sue successive attività durante la crociata non ci sono note, ma alla fine riuscì a tornare nelle sue terre.

## Guerra per il trono tedesco
Il 28 luglio 1196, Aimone incontrò a Torino l'imperatore Enrico VI che lo confermò nella sua giurisdizione secolare. Alla morte di Enrico nel 1198, la successione fu contestata. In opposizione al conte Ottone di Poitou, il candidato favorito da Innocenzo III, Aimone e l'arcivescovo Amedeo di Besançon incoronarono il duca Filippo di Svevia come re di Germania nella cattedrale di Magonza nel settembre 1198. Filippo allora riconfermò la bolla del 1186. Aimone rimase a Magonza almeno fino al settembre 1199.
Il 3 ottobre 1202, Innocenzo III lo convocò a Roma perché spiegasse la sua condotta, ma non risulta che sia stato punito. Tradizione vuole che abbia preso parte alla quarta crociata e che sia incorso nelle ire di Innocenzo durante l'assedio di Zara. Tuttavia, non ci sono prove a conferma di ciò.
In seguito, ampliò il potere secolare della propria diocesi acquisendo diversi feudi. Il suo ultimo atto pubblico fu quello di arbitrare, su richiesta di Margherita di Ginevra, una disputa tra i priorati di Cléry e Gilly e l'abbazia di Tamié nel 1210. Morì il 21 febbraio 1211.